# Moreno (cangaceiro)
Antônio Ignácio da Silva (Tacaratu, 1 de novembro de 1909 — Belo Horizonte, 6 de setembro de 2010), mais conhecido pela alcunha de Moreno, foi um cangaceiro pertencente ao bando de Lampião e Maria Bonita. 
Após a morte destes, fugiu de Pernambuco e adotou o pseudônimo de José Antônio Souto, fixando-se em Minas Gerais. Foi um dos integrantes do bando com maior longevidade, e um dos últimos a morrer.

## Biografia

### Origem
Filho de Manuel Ignácio da Silva (o Jacaré) e Maria Joaquina de Jesus, Antônio perdeu o pai na adolescência, quando este foi morto pela polícia nas proximidades de São José do Belmonte, em uma suposta queima de arquivo. 

### Ingresso no cangaço
Exerceu a profissão de barbeiro, mas seu desejo era ser soldado da polícia. O sonho terminou quando foi preso e espancado por policiais de Brejo Santo, após ser acusado injustamente de roubar um carneiro. Libertado, matou o homem que o denunciou, que seria o verdadeiro ladrão.
Foi contratado por um proprietário rural para defender sua fazenda do ataque de cangaceiros, mas terminou integrando-se ao grupo de Virgínio, cunhado de Lampião, de quem tornou-se amigo. 
Moreno era conhecido por não gostar dos rifles de repetição americanos, muito usados na época e ter, a sua disposição, um mosquetão.

### Casamento
Na década de 1930 casou-se com Durvalina Gomes de Sá, a Durvinha. O casal teve um filho, que não pôde permanecer com o bando, pois seu choro poderia denunciá-los. A criança foi deixada então com um padre, que a criou.

### Vida após o cangaço
Dois anos após a morte de Lampião, o casal fugiu para Minas Gerais. Por precaução, Moreno passou a chamar-se José Antônio Souto, e Durvalina tornou-se Jovina Maria. Estabeleceram-se na cidade de Augusto de Lima, e prosperaram vendendo farinha. Tiveram mais cinco filhos, e mudaram-se para Belo Horizonte no final da década de 1960.
Ainda com medo de serem descobertos e mortos, mantiveram o passado em segredo até para os filhos. A situação manteve-se até meados da década de 2000, quando a existência do primogênito foi revelada. Encontrado em 2005, Inácio Carvalho Oliveira pôde finalmente reencontrar seus pais biológicos. Só então é que a família conheceu a história do passado no cangaço; Durvinha morreu pouco tempo depois.

### Morte
Deprimido com a morte da esposa, a saúde de Moreno passou a ficar cada vez mais debilitada. Ele morreu no dia 6 de setembro de 2010 em Belo Horizonte, aos 100 anos de idade. 
Durante o sepultamento foi realizada queima de fogos de artifício, a pedido do próprio Moreno, que pensou que nunca teria uma cova; o temor de morrer como um cangaceiro, decapitado e com o corpo deixado no mato, não o abandonou nos 70 anos que manteve seu disfarce.